# Espresso Martini
Pour les articles homonymes, voir Espresso et Martini.
L'Espresso Martini est un cocktail officiel de l'IBA, à base de vodka, d'espresso, de liqueur de café et de sirop de sucre. Il doit son nom au Vodka martini dont il est inspiré.

## Histoire

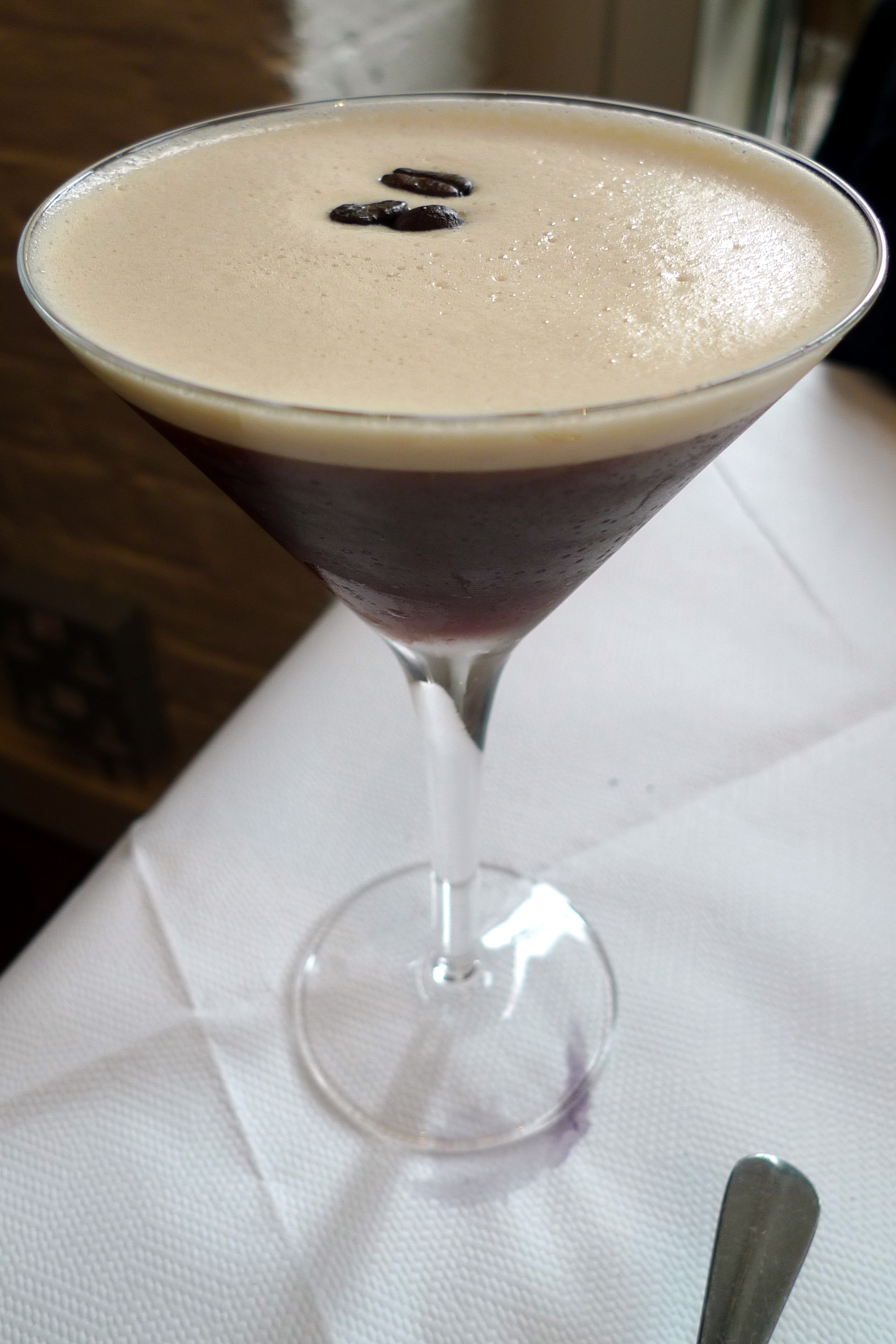

Cette variante des cocktails Martini, en particulier du Vodka martini, est créée en 1983 par le barman-barista britannique Dick Bradsell (en) (1959-2016) au Fred's Club du quartier Soho de Londres, à la demande d'une cliente top model qui lui aurait demandé « Préparez-moi un cocktail qui me réveille et qui ensuite m’envoie en l’air »,,,.
L'Espresso Martini fait partie depuis 2011 des cocktails officiels de l'IBA.
La journée nationale du cocktail Espresso Martini est le 15 mars.

## Recette
Recette officielle de l'International Bartenders Association (IBA) :
- 5 cl de vodka
- 3 cl de kahlúa (liqueur de café)
- 1 cl de sirop de sucre
- 1 café expresso

Bien agiter tous les ingrédients dans un shaker avec de la glace, puis filtrer le tout dans un verre à cocktail refroidi. Décorer avec quelques grains de café.

## Quelques variantes
- Martini (cocktail)
- Vodka martini
- Expresso
- Café glacé
- Café frappé
- Irish coffee
- Caffè corretto
- Black Russian
- Russe blanc